# Esporte eletrônico
Esporte eletrônico (português brasileiro) ou desporto eletrónico (português europeu), também conhecido como ciberesporte ou pelo anglicismo esports, e-sports ou eSports, são alguns dos termos usados para as competições em que se utilizam jogos eletrônicos. Os esportes eletrônicos geralmente assumem a forma de competições de jogos multijogador organizadas, particularmente entre jogadores profissionais, individualmente ou em equipes. Embora as competições organizadas façam parte da cultura dos jogos eletrônicos há muito tempo, elas aconteciam principalmente entre amadores até o final dos anos 2000, quando a participação de jogadores profissionais e a audiência desses eventos por meio de transmissões ao vivo tiveram um grande aumento na popularidade. Na década de 2010, os esportes eletrônicos eram um fator significativo na indústria de jogos eletrônicos, com muitos desenvolvedores de jogos projetando e fornecendo financiamento para torneios e outros eventos.

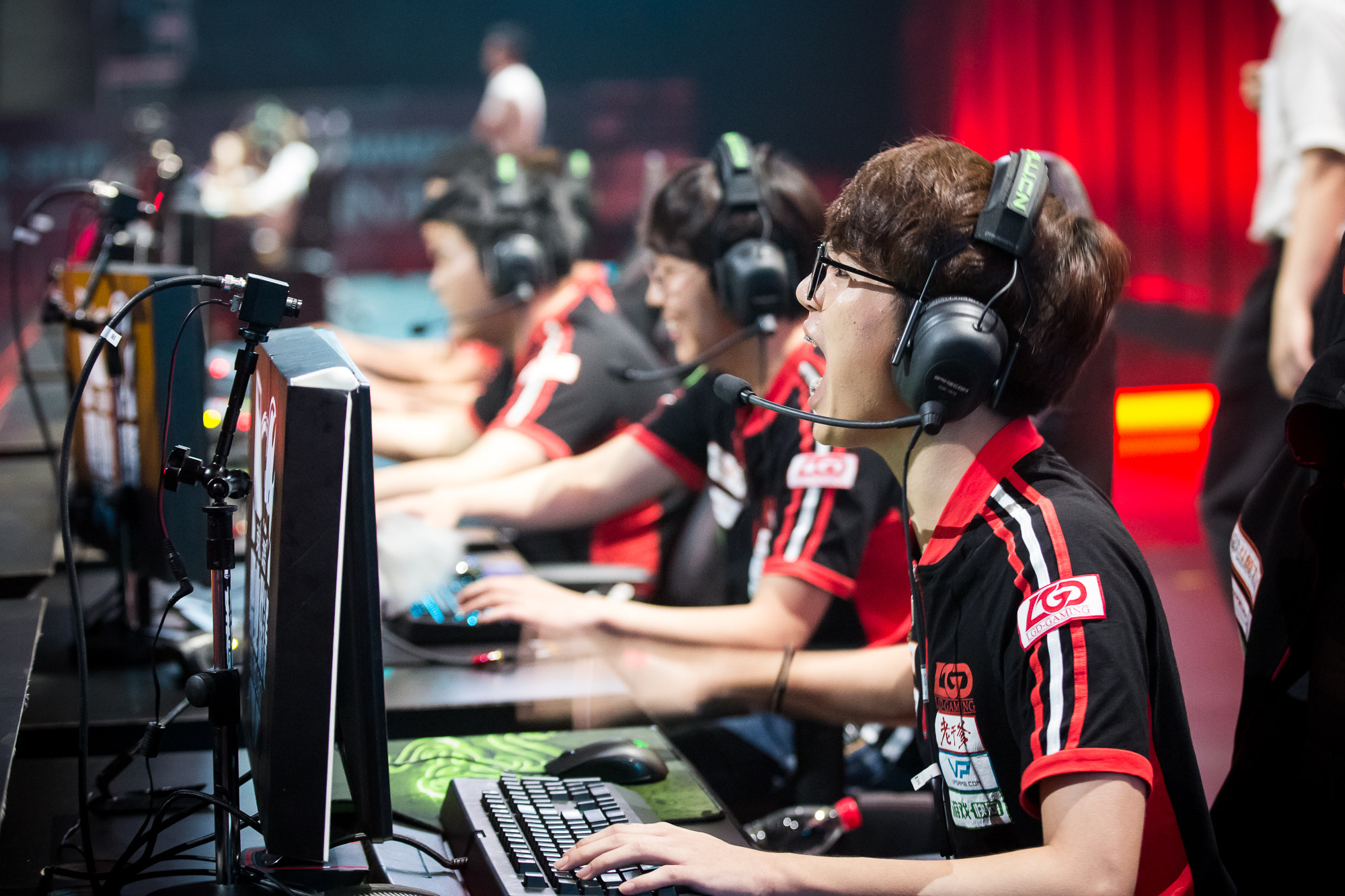
Jogadores competindo em um torneio de League of Legends

Os esportes eletrônicos inicialmente ganharam popularidade no leste asiático, especialmente na China e na Coreia do Sul (onde os primeiros jogadores profissionais foram licenciados em 2000). Porém em menor medida no Japão, onde as leis antijogo são amplas e, em alguns casos, podem ser interpretadas de maneira a afetar torneios de jogos profissionais.
Os gêneros de jogos mais comuns associados ao esporte eletrônico são os de estratégia em tempo real (RTS), tiro em primeira pessoa (FPS), luta, esportes simulados, cartas e arenas de batalha (MOBA). Franquias populares de esporte eletrônico incluem Counter-Strike, Dota, Free Fire, League of Legends, Rainbow Six Siege, StarCraft, Street Fighter, Valorant, entre outros. Torneios como o The International de Dota 2, o Campeonato Mundial de League of Legends, o específico para jogos de luta Evolution Championship Series (EVO) e os Campeonatos Majors de Counter-Strike: Global Offensive fornecem tanto transmissões ao vivo das competições, como prêmios em dinheiro para os concorrentes. Embora a legitimidade dos esportes eletrônicos como uma verdadeira competição esportiva permaneça em questão, eles foram apresentados ao lado de esportes tradicionais em alguns eventos multinacionais na Ásia, com o Comitê Olímpico Internacional também tendo discutido sua inclusão em futuros eventos olímpicos.
Historicamente, os esportes eletrônicos eram dirigidos a uma pequena audiência de nicho, com pouca representação nos meios de comunicação de massa, como a televisão. Devido a isso, a crescente disponibilidade de plataformas de streaming de vídeo on-line, especialmente a Twitch, tornaram-se centrais para competições de e-sports atuais. O primeiro jogo a ser considerado um esporte eletrônico foi o Netrek, pela revista Wired em 1993.
O mercado global de esporte eletrônico gerou um lucro de 325 milhões de dólares em 2015 e, em 2018, já teve receita de 906 milhões de dólares; o público mundial de esportes eletrônicos em 2015 foi de 226 milhões de pessoas.

## História
A primeira competição esportiva eletrônica que se tem notícia, foi na data de 19 de outubro de 1972 para estudantes da Universidade Stanford, nos Estados Unidos com o jogo Spacewar!, cujo nome oficial foi "Olimpíadas Intergaláticas de Spacewar", o prêmio foi um ano de assinatura da revista Rolling Stone.
Em 1980, a Atari organiza o Space Invaders Championship, essa é considerada a primeira competição de esporte eletrônico em larga escala, com aproximadamente 10 mil participantes de várias partes dos Estados Unidos. Em 1981 é fundada a Twin Galaxies, organização criada com objetivo de catalogar recordes de jogos eletrônicos, durante a década de 1980 houve várias competições principalmente para incluir recordes no livro Guinness World Records, algumas dessas competições foram transmitidas pelos programas Starcade e That's Incredible!. Em 1990 é criado o Nintendo World Championships com etapas em várias cidades dos Estados Unidos sendo a final disputada na Califórnia, em 1994 foi criada a segunda edição a Nintendo PowerFest '94.
A partir da década de 2000 o esporte eletrônico passou por um grande crescimento, de 10 torneios no ano 2000 para 160 no ano 2010, durante essa década os principais torneios foram o World Cyber Games, o Intel Extreme Masters e a Major League Gaming. A primeira organização internacional foi a G7 Teams fundada pelos times 4 Kings, Fnatic, Made in Brazil, Mousesports, Ninjas in Pyjamas, SK Gaming e Team 3D. Na Coreia do Sul foram criados dois canais de televisão com programação dedicada a jogos eletrônicos, a OGN e o MBCGame, que começaram a transmitir campeonatos de StarCraft e Warcraft III, alguns outros canais no mundo transmitiram competições como a GIGA Television na Alemanha, a XLEAGUE.TV no Reino Unido e a Game One na França. Nos Estados Unidos, a ESPN tinha um programa chamado Madden Nation que transmitia competições do jogo Madden NFL.
A partir da década de 2010, a popularização dos serviços de streaming fez o esporte eletrônico crescer rapidamente, sendo a principal fonte a plataforma Twitch lançada em 2011, especializada em transmissões de jogos eletrônicos, sendo League of Legends e Dota 2 as competições mais assistidas, em 2013 o site registrou 4,5 milhões de visualizações durante a competição de The International de Dota 2, essa década marca também a grande presença física de espectadores aos campeonatos, em 2013 o The International vendeu todos os ingressos no Staples Center em Los Angeles, em 2014 o Campeonato Mundial de League of Legends atraiu 40 mil espectadores no Seul World Cup Stadium na Coreia do Sul.

## Classificação como esporte
Rotular jogos eletrônicos competitivos como um esporte é um tópico controverso. Os proponentes argumentam que os esportes eletrônicos são um "esporte não tradicional" de rápido crescimento que requer "planejamento cuidadoso, tempo preciso e execução hábil". Outros afirmam que os esportes envolvem condicionamento físico e treinamento físico, e preferem classificar os esportes eletrônicos como um esporte mental.
O ex-presidente da ESPN, John Skipper, descreveu os esportes eletrônicos em 2014 como uma competição e "não um esporte". Em 2013, em um episódio de Real Sports with Bryant Gumbel, o palestrante riu abertamente do assunto. Além disso, muitos na comunidade de jogos de luta mantêm uma distinção entre suas competições e as competições de outros gêneros de jogos mais conectados comercialmente. No Campeonato Mundial de 2015 organizado pela Federação Internacional de Esportes Eletrônicos, um painel com convidados da sociedade internacional de esportes discutiu o futuro reconhecimento do esporte eletrônico como um esporte legítimo.

## Torneios e prémios
Os desportos cibernéticos também se realizam frequentemente em torneios, onde os potenciais jogadores e equipas competem por um lugar em jogos de qualificação antes de entrarem num torneio. A partir daí, os formatos dos torneios podem variar entre eliminatórias simples ou duplas, por vezes combinadas com a fase de grupos. Os torneios de desportos cibernéticos são quase sempre eventos físicos que se realizam perante uma audiência ao vivo, com árbitros ou funcionários que controlam a batota. Um torneio pode fazer parte de um encontro maior, como o Dreamhack, ou uma competição pode ser o evento completo, como os World Cyber Games ou a Fortnite World Cup. As competições de desportos cibernéticos também se tornaram uma caraterística popular das convenções de jogos e de vários géneros. 
A partir da Cyberathlete Professional League, em 1997, os torneios tornaram-se muito maiores e o patrocínio das empresas tornou-se mais predominante. O aumento do número de espectadores, tanto presencialmente como em linha, levou os ciberdesportos a um público mais vasto. Os principais torneios incluem os Jogos Cibernéticos Mundiais, a liga norte-americana da Major League Gaming, a Taça do Mundo de Desportos Electrónicos de França e os Jogos Mundiais de Desportos Electrónicos realizados em Hangzhou, na China. 
Os desportos cibernéticos são uma indústria com prémios de vários milhões de dólares. Para jogos bem estabelecidos, o total de prémios pode ser de milhões de dólares por ano. A remuneração média dos ciberatletas profissionais não é comparável à das principais organizações desportivas clássicas do mundo. De acordo com o sítio Web Julian Krinsky Camps & Programs, o melhor ciber-atleta do mundo ganhou cerca de 2,5 milhões de dólares em 2017. O salário total mais elevado de um ciber-atleta profissional na altura era de cerca de 3,6 milhões de dólares. Nos Estados Unidos, os prémios dos eventos desportivos cibernéticos podem atingir os 200 000 dólares por uma única vitória. O Dota 2 International organizou uma competição em que a equipa que ganhou o prémio principal foi para casa com quase 10,9 milhões de dólares.

## Cobertura da mídia
A cobertura de jogos eletrônicos é feita hoje, em sua maioria, através da internet. São poucos os canais de televisão que dão alguma atenção a esse gênero. Os jogos são geralmente acompanhados através de narradores, de forma semelhante ao que é feito nos esportes tradicionais. No Brasil, alguns dos principais canais de esportes (BandSports, ESPN Brasil e SporTV) transmitem ou já transmitiram eventos de esportes eletrônicos.

## Premiações
Depois de eventos marcantes na história, o esports só vem crescendo, cada vez mais fãs, jogadores, equipes e patrocinadores, tudo isso resultou em grandes premiações. Em 2018 esses foram os 10 jogos com as maiores premiações.
| Pos. | Jogo                             | Premiação   |
| ---- | -------------------------------- | ----------- |
| 1º   | Dota 2                           | $41.260.000 |
| 2º   | Counter-Strike: Global Offensive | $22.470.000 |
| 3º   | Fortnite                         | $19.960.000 |
| 4º   | League of Legends                | $14.120.000 |
| 5º   | PlayerUnknown’s Battlegrounds    | $6.730.000  |
| 6º   | Overwatch                        | $6.700.000  |
| 7º   | Heroes of the Storm              | $6.520.000  |
| 8º   | Hearthstone                      | $4.950.000  |
| 9º   | StarCraft II                     | $4.530.000  |
| 10º  | Call of Duty: WWII               | $4.170.000  |

Com suas premiações financiadas principalmente pelo público na compra de itens dentro do jogo, a final do The International de Dota 2 de 2018 rendeu para o primeiro lugar premiação 43% maior que a Copa Libertadores da América de 2017.